# Eisenbahnunfall von Cuyahoga Falls
Bei dem Eisenbahnunfall von Cuyahoga Falls kollidierten am 31. Juli 1940 ein Triebwagen und ein Güterzug bei Cuyahoga Falls, Ohio, USA, frontal. 43 Menschen starben.

## Ausgangslage
Der durch einen Benzinmotor angetriebene Triebwagen Nr. 4648 der Pennsylvania Railroad war planmäßig auf der 21 km langen eingleisigen Strecke von Hudson nach Akron unterwegs. In der Gegenrichtung befuhr ein Zug aus 73 Güterwagen, gezogen von einer Dampflokomotive, die Strecke. Der Triebfahrzeugführer hatte in Hudson die Anweisung erhalten, im Bahnhof Silver Lake in einem Ausweichgleis zu warten und den schweren Güterzug vorbei fahren zu lassen.

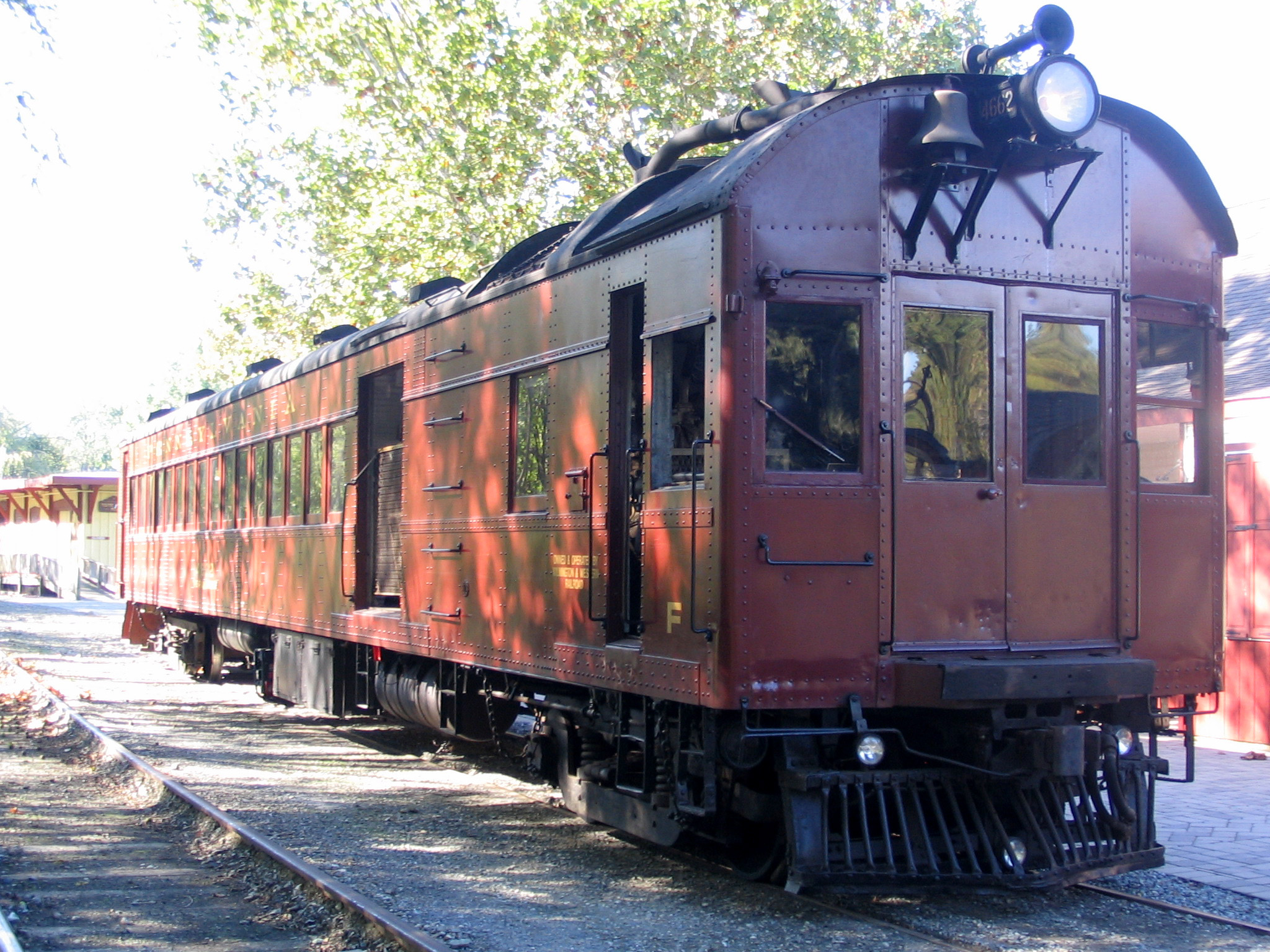
„Doodlebug“-Triebwagen der Wilmington and Western Railroad, ähnlich dem am Unfall beteiligten Fahrzeug
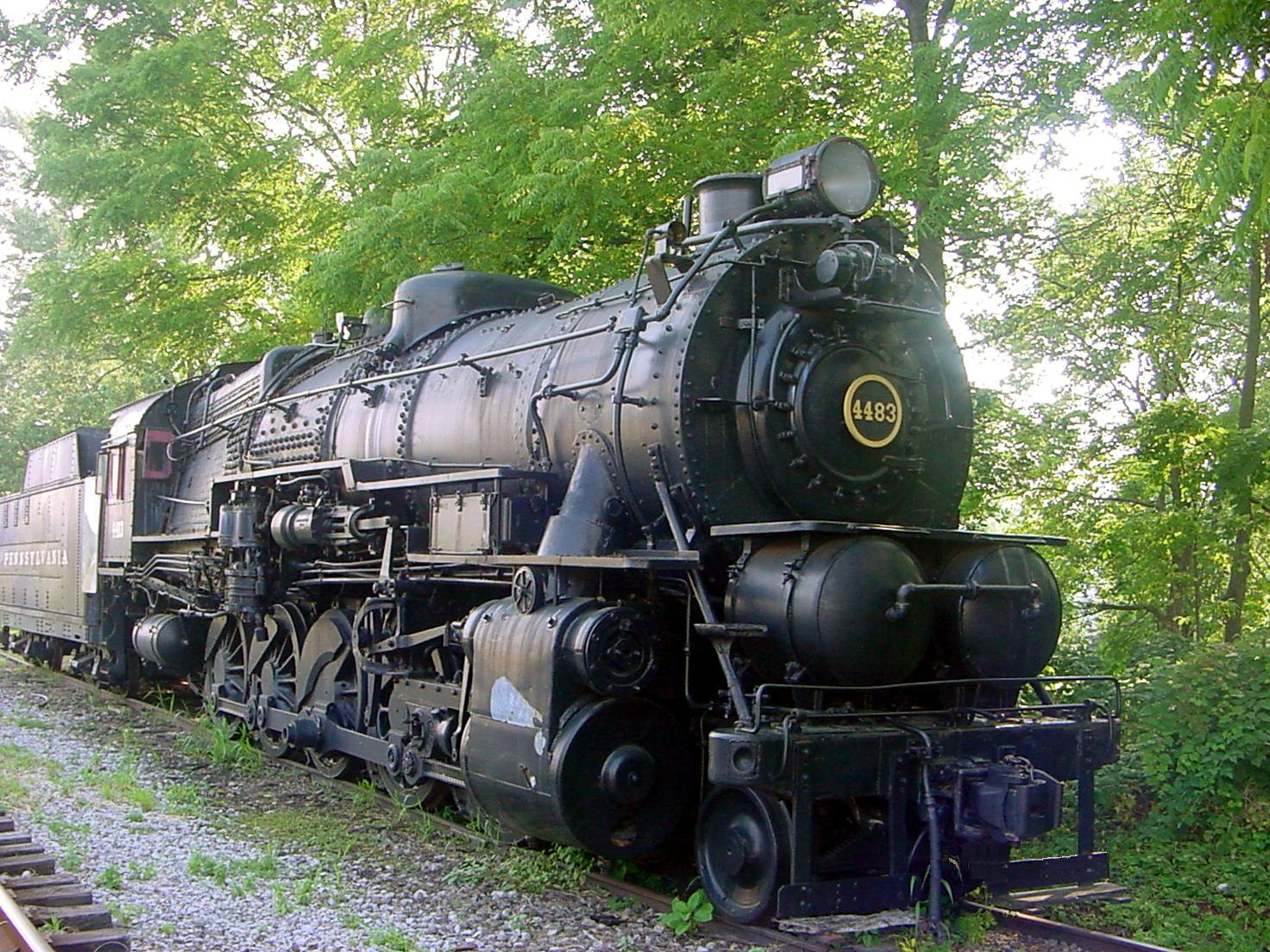
Lokomotive Nr. 4483 der Reihe I1sa der Pennsylvania Railroad, ähnlich der am Unfall beteiligten Lokomotive

## Unfallhergang
Entgegen dieser Anweisung durchfuhr der Triebwagen aber den Bahnhof Silver Lake. Warum, war später nicht mehr zu klären: Zwar überlebte der Triebfahrzeugführer den Unfall, konnte sich auch an die Anweisung für die Zugkreuzung im Bahnhof Silver Lake erinnern, aber nicht mehr an das Durchfahren des Bahnhofs. Wenig später kam es zum Frontalzusammenstoß des relativ leichten Triebwagens mit dem schweren Güterzug. Zwar bremsten beide Fahrzeuge noch und dem Triebfahrzeugführer, dem Schaffner und einem weiteren Eisenbahner gelang es, noch vor der Kollision abzuspringen. Sie überlebten schwer verletzt. Beide Züge prallten mit einer addierten Geschwindigkeit von immer noch etwa 90 km/h um 17:58 Uhr aufeinander. Die Lokomotive des Güterzugs drückte sich etwa vier Meter in den Triebwagen hinein und schob ihn dann 150 Meter vor sich her. Dabei riss der Treibstofftank des Triebwagens, der Treibstoff spritzte durch das ganze Fahrzeug und entzündete sich explosionsartig.

## Folgen

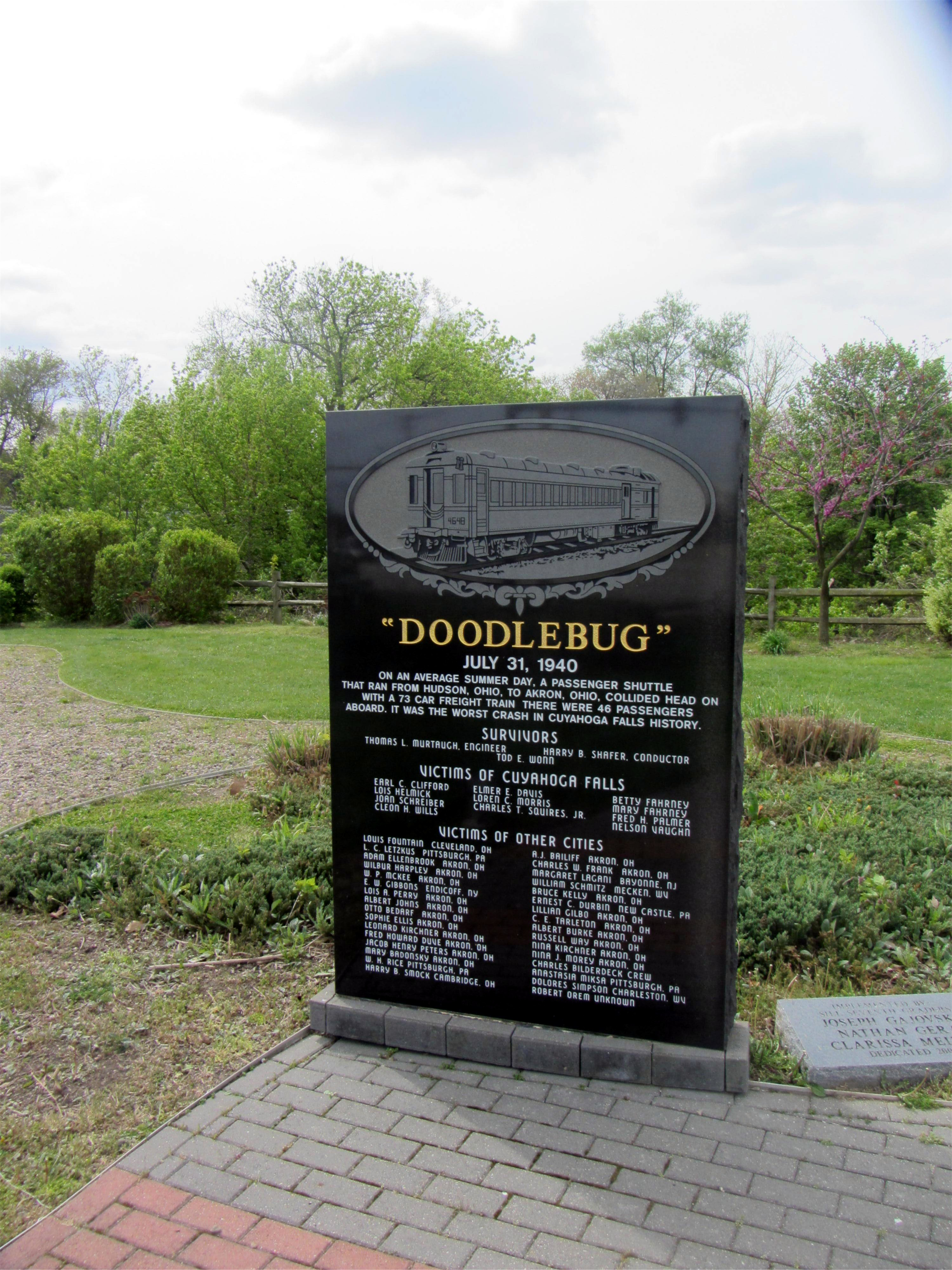
Gedenkstein nahe der Unfallstelle

43 Menschen starben, fünf wurden darüber hinaus verletzt, darunter die drei erwähnten Eisenbahner und zwei Passanten. Alle Fahrgäste kamen ums Leben, nur neun davon durch den Zusammenstoß, alle anderen verbrannten. Der Güterzug blieb im Gleis.
Zu einem Strafverfahren gegen den Triebfahrzeugführer kam es nicht, da nicht ausgeschlossen werden konnte, dass er durch Abgase des Fahrzeugs eine Kohlenstoffmonoxidvergiftung erlitten hatte und deswegen im Moment seiner Fehlentscheidung fahruntüchtig war.
2005 entstand aus einem Schulprojekt eine Gedenkstätte nahe dem Ort des Unfalls.